# Maskulinum
Maskulinum är i språkvetenskapen ord som betecknar grammatiskt manligt genus. 

## I svenskan
I svenskan har maskulinum sammansmält med femininum (som det annars/tidigare kontrasterat mot) till ett gemensamt genus, som kallas utrum (tidigare reale) och som kontrasterar mot neutrum. En rest av den gamla svenska maskulinböjningen är att adjektiv i bestämd form singularis slutar på -e i stället för på -a när de fungerar som attribut till substantiv som syftar på manliga personer, till exempel "den gamle mannen". Regeln gäller också substantiverade adjektiv i uttryck av typen "den döde". I dessa fall är -e obligatoriskt; jfr "den döde var hemmahörande i Örebro" (om en man) och "den döda var hemmahörande i Örebro" (om en kvinna).
Ibland när man idag talar om maskulinum i svenskan, menar man de ord som kan syftas på med pronominet "han". I många dialekter lever fortfarande maskulinum-genuset kvar som ett levande genus.
Äldre maskulina ord känns igen på att de i obestämd form pluralis får ändelsen -ar. hästar, vagnar, vägar osv.

## Lagspråk
I norsk lagtext används alltid han, när en person omtalas, oavsett om personen är man eller kvinna. Man har därför en inledande paragraf, som säger att han gäller såväl män som kvinnor.